# Северо-Западный регион (Камерун)
Северо-Западный регион (англ. Northwest Region; фр. Région du Nord-Ouest) (до 2008 г. — Северо-Западная провинция) — часть Южного Камеруна (бывшая часть Британского Камеруна). Граничит с Юго-Западным (на юго-западе) и Западным (на юге) регионами, регионом Адамава (на востоке) и Нигерией (на севере). Административный центр — город Баменда. Население — 2 095 538 чел. (2007).

## Административное деление
Подразделяется на 7 департаментов:
1. Бойо (Boyo) — 1 592 км²
2. Буи (Bui) — 2 297 км²
3. Донга-Мантунг (Donga-Mantung) — 4 279 км²
4. Менчум (Menchum) — 4 469 км²
5. Мезам (Mezam) — 1 745 км²
6. Момо (Momo) — 1 792 км²
7. Нго-Кетунджиа (Ngo-Ketunjia) — 1 126 км²

## Галерея

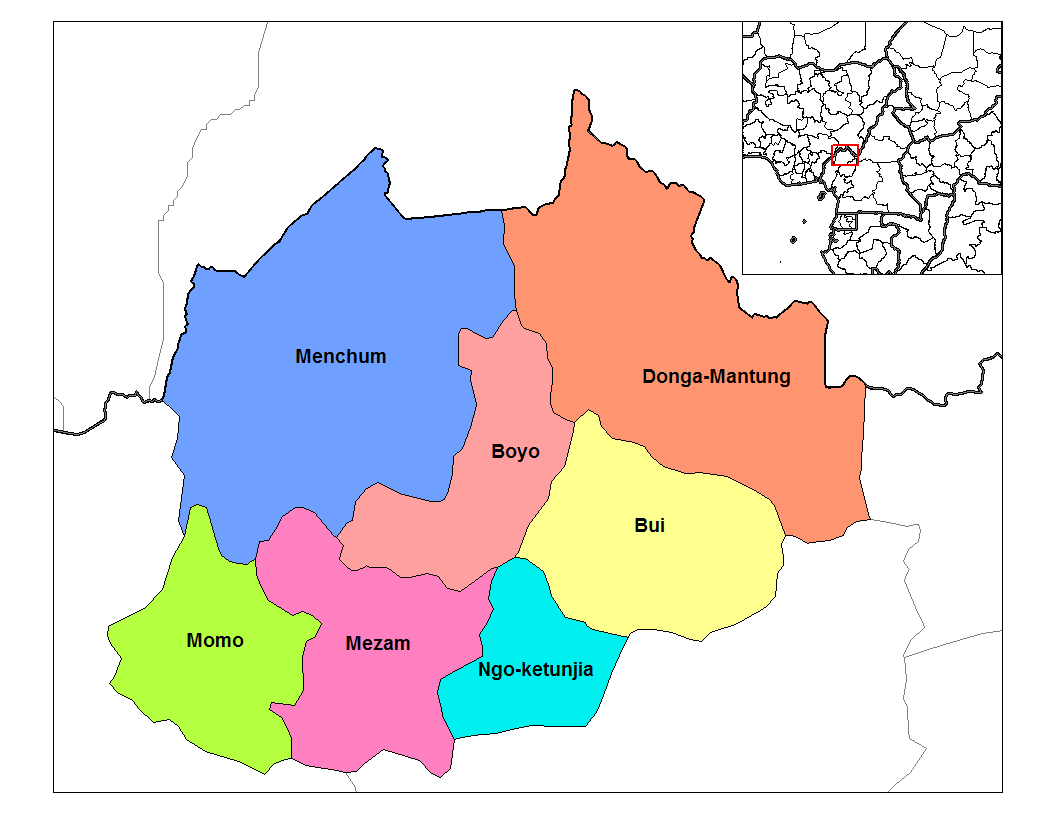
Департаменты Северо-Западного региона.
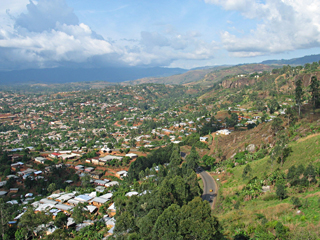
Вид на Баменду, столицу Северо-Западного региона.